# Lynne Ramsay
Lynne Ramsay (ur. 5 grudnia 1969 w Glasgow) – brytyjska reżyserka, scenarzystka i producentka filmowa pochodzenia szkockiego.

## Życiorys
Studiowała fotografię w Edynburgu. W 1995 ukończyła National Film and Television School w Beaconsfield na specjalizacji reżyser i operator. Zwróciła na siebie uwagę jako autorka wielokrotnie nagradzanych filmów krótkometrażowych - jej Small Deaths (1996) i Gasman (1998) wyróżniono Nagrodą Jury odpowiednio na 49. i 51. MFF w Cannes.
Sławę zyskała dzięki swoim czterem fabułom, zrealizowanym w konwencji dramatu społecznego lub thrillera: Nazwij to snem (1999), Morvern Callar (2002) z Samanthą Morton w roli głównej, Musimy porozmawiać o Kevinie (2011) z Tildą Swinton i Nigdy cię tu nie było (2017) z Joaquinem Phoenixem.
Bohaterami jej filmów, w których jest zazwyczaj bardzo mało dialogów, są najczęściej dzieci lub nastolatki. Powracającymi motywami filmów Ramsay są smutek, żałoba, wina i śmierć.
Zasiadała w jury sekcji "Cinéfondation" na 54. MFF w Cannes (2001), a także w jury konkursu głównego na 66. MFF w Cannes (2013) oraz na 72. MFF w Wenecji (2015).